# 배호조
배호조(1977년 7월 1일~)는 대한민국의 권투 선수로, 1996년 하계 올림픽에 참가했다.